# Славко Перовић (фудбалер)
Славко Перовић (Крагујевац, 9. јун 1989) бивши је српски фудбалер. Играо је на позицији нападача.

## Каријера

### Почеци
Перовић је почео да тренира фудбал у Радничком из Крагујевца. Касније је прешао у млађе категорије београдског Обилића. Дебитовао је за први тим Обилића код тренера Драгољуба Беквалца, на утакмици са Партизаном, током пролећног дела сезоне 2004/05. Тада је имао 15 година и 10 месеци, па је тако постао најмлађи играч који је заиграо у домаћем шампионату, оборивши рекорд Митра Мркеле.
Међутим, после утакмице је утврђено да Перовић није имао неопходно специјално лекарско уверење, али с обзиром на то да је Партизан победио, нико се није жалио, па је све некако заташкано.
„За сваког фудбалера млађег од 16 година, било је потребно да има и дозволу лекара да игра. Ја то нисам имао. После тога код нас је уведено правило да више нико не може да игра за први тим ако је млађи од 16 година. Речено ми је да ћу заувек остати рекордер“— Славко Перовић, 

### Црвена звезда
Перовић је током 2006. године прешао у Црвену звезду. Забележио је један првенствени наступ у сезони 2006/07, када је Црвена звезда освојила титулу првака Србије. У јуну 2007. је потписао први професионални уговор са Црвеном звездом. Био је на припремама код тренера Бошка Ђуровског, али је касније прослеђен на позајмицу у Срем из Сремске Митровице, где је наступао током пролећног дела такмичарске 2007/08. у Првој лиги Србије. Током летњих припрема 2008. године се вратио у Црвену звезду, када је клуб преузео чешки тренер Здењек Земан. Први наступ у сезони 2008/09. је забележио 23. августа 2008, на гостовању зрењанинском Банату (1:1). Излазио је на терен на осам првенствених утакмица у јесењем делу сезоне, да би током зимске паузе отишао на шестомесечну позајмицу у Напредак из Крушевца. У крушевачком суперлигашу је добио прилику да стандардно наступа, па се током лета 2009. године вратио у Црвену звезду.
У сезони 2009/10, код тренера Владимира Петровића, Перовић је био стандардни првотимац и играо је у нападачком тандему са Дејаном Лекићем. На првом мечу у сезони је постигао гол за победу на гостовању Рудару у Велењу (1:0) у 2. колу квалификација за Лигу Европе. И у наредне две рунде квалификација је постигао по гол, и то у победама на Маракани над Динамом из Тбилисија (5:2) и Славијом из Прага (2:1). Црвена звезда је била јесењи првак током такмичарске 2009/10. у Суперлиги Србије, али је у пролећном делу шампионата изгубила бодовну предност. Перовић је у овој сезони одиграо 29 првенствених утакмица уз седам постигнутих голова. Ипак, сезона није била без трофеја јер је освојен Куп Србије, у којем је Перовић учествовао са два постигнута гола на пет одиграних утакмица.
У сезони 2010/11, у којој су клуб водили прво Александар Кристић а затим и Роберт Просинечки, Перовић је имао статус резервисте и доста мању минутажу него претходне године. Постигао је само два гола ове сезоне, и то оба 10. априла 2011. у првенственој победи од 4:0 над Чукаричким.

### Каснија каријера
У јулу 2011. године је споразумно раскинуо уговор са Црвеном звездом, након чега је потписао двогодишњи уговор са београдским Радом. Недуго по доласку у клуб, Перовић је пропустио припреме због несугласица са тренером Небојшом Вигњевићем. Ипак, по доласку Марка Николића је враћен у тим и у наредном периоду је постао један од најстандарднијих првотимаца. Играо је у офанзивном делу терена заједно са Предрагом Луком и Немањом Којићем.
У августу 2013. одлази на једногодишњу позајмицу у турског друголигаша Манисаспор. Сезона 2013/14. му је била и најефикаснија у каријери јер је на 34 одигране утакмице постигао 19 голова, па је био и најбољи стрелац другог ранга такмичења у Турској. Током лета 2014. године, по истеку позајмице, Перовић се вратио у Рад. Провео је први део такмичарске 2014/15. у Раду, постигавши притом три првенствена гола на 15 одиграних утакмица. Дао је један гол и у Купу Србије, и то победоносни, у осмини финала када је из даљег такмичења елиминисана Црвена звезда (1:0).
У јануару 2015. се вратио у турски фудбал и потписао за друголигаша Алањаспор. У Алањи је провео годину и по дана, након чега је наставио да игра у другом рангу такмичења у Турској, прво за Денизли, затим опет за Манису док је последњи ангажман у овој држави имао у Истанбулу. Укупно је у Турској одиграо 151 утакмицу и постигао 43 гола уз 13 асистенција. У јуну 2019. је потписао уговор са Динамом из Букурешта. Динамо се у сезони 2019/20. борио за опстанак у румунској Првој лиги, а Перовић је био стрелац шест голова на 17 првенствених мечева, уз још два постигнута гола у Купу. Током сезоне је пропустио одређени број утакмица јер су из клуба тврдили да има проблема са срцем, док је Перовић те наводе демантовао. У августу 2020. је раскинуо уговор са Динамом.
Ангажман у Динаму му је био и последњи у играчкој каријери. У јануару 2021. је преузео функцију спортског директора ФК Раднички 1923.

## Статистика
Извор:
| Клуб            | Сезона   | Лига               | Лига    | Лига   | Куп     | Куп    | Остало  | Остало | Укупно  | Укупно |
| Клуб            | Сезона   | Дивизија           | Наступи | Голови | Наступи | Голови | Наступи | Голови | Наступи | Голови |
| --------------- | -------- | ------------------ | ------- | ------ | ------- | ------ | ------- | ------ | ------- | ------ |
| Црвена звезда   | 2009/10. | Суперлига Србије   | 27      | 7      | 3       | 1      | 6       | 3      | 36      | 11     |
| Црвена звезда   | 2010/11. | Суперлига Србије   | 12      | 2      | 0       | 0      | 1       | 0      | 13      | 2      |
| Црвена звезда   | Укупно   | Укупно             | 39      | 9      | 3       | 1      | 7       | 3      | 49      | 13     |
| Рад             | 2011/12. | Суперлига Србије   | 25      | 3      | 1       | 0      | 0       | 0      | 26      | 3      |
| Рад             | 2012/13. | Суперлига Србије   | 29      | 3      | 3       | 0      | 0       | 0      | 32      | 3      |
| Рад             | Укупно   | Укупно             | 54      | 6      | 4       | 0      | 0       | 0      | 58      | 6      |
| Манисаспор      | 2013/14. | Друга лига Турске  | 34      | 19     | 0       | 0      | 0       | 0      | 34      | 19     |
| Рад             | 2014/15. | Суперлига Србије   | 13      | 3      | 3       | 1      | 0       | 0      | 16      | 4      |
| Алањаспор       | 2014/15. | Друга лига Турске  | 15      | 3      | 0       | 0      | 2       | 0      | 17      | 3      |
| Алањаспор       | 2015/16. | Друга лига Турске  | 26      | 4      | 1       | 1      | 3       | 0      | 30      | 5      |
| Алањаспор       | Укупно   | Укупно             | 41      | 7      | 1       | 1      | 5       | 0      | 47      | 8      |
| Денизлиспор     | 2016/17. | Друга лига Турске  | 11      | 1      | 0       | 0      | 0       | 0      | 11      | 1      |
| Манисаспор      | 2016/17. | Друга лига Турске  | 14      | 3      | 0       | 0      | 0       | 0      | 14      | 3      |
| Манисаспор      | 2017/18. | Друга лига Турске  | 25      | 6      | 3       | 1      | 0       | 0      | 28      | 7      |
| Манисаспор      | Укупно   | Укупно             | 39      | 9      | 3       | 1      | 0       | 0      | 42      | 10     |
| Истанбулспор    | 2018/19. | Друга лига Турске  | 21      | 5      | 0       | 0      | 0       | 0      | 21      | 5      |
| Динамо Букурешт | 2019/20. | Прва лига Румуније | 17      | 6      | 2       | 2      | 0       | 0      | 19      | 8      |
| Укупно          | Укупно   | Укупно             | 269     | 65     | 16      | 6      | 12      | 3      | 297     | 74     |

1. 1 2  Наступи у УЕФА Лиги Европе
2. ↑  Наступи у баражу за пласман у Суперлигу Турске
3. ↑  Наступи у баражу за пласман у Суперлигу Турске

## Успеси
Црвена звезда
- Суперлига Србије (1) : 2006/07.
- Куп Србије (1) : 2009/10.